# Johnston City
|  | No s'ha de confondre amb Johnson City. |

Johnston City és una població del Comtat de Williamson a l'estat d'Illinois (Estats Units d'Amèrica).

## Demografia
Segons el cens del 2000 Johnston City tenia 3.557 habitants,
tenia 3.557 habitants, 1.560 habitatges, i 1.010 famílies. La densitat de població era de 704,3 habitants/km².
Dels 1.560 habitatges en un 27,9% hi vivien nens de menys de 18 anys, en un 47,8% hi vivien parelles casades, en un 13,5% dones solteres, i en un 35,2% no eren unitats familiars. En el 31,8% dels habitatges hi vivien persones soles el 17,4% de les quals corresponia a persones de 65 anys o més que vivien soles. El nombre mitjà de persones vivint en cada habitatge era de 2,28 i el nombre mitjà de persones que vivien en cada família era de 2,86.
Per edats la població es repartia de la següent manera: un 22,8% tenia menys de 18 anys, un 7,9% entre 18 i 24, un 27,1% entre 25 i 44, un 23,5% de 45 a 60 i un 18,7% 65 anys o més.
L'edat mediana era de 39 anys. Per cada 100 dones de 18 o més anys hi havia 81,1 homes.
La renda mediana per habitatge era de 25.143 $ i la renda mediana per família de 32.363 $. Els homes tenien una renda mediana de 30.038 $ mentre que les dones 16.853 $. La renda per capita de la població era de 12.764 $. Aproximadament el 19,6% de les famílies i el 22,5% de la població estaven per davall del llindar de pobresa.

## Poblacions properes
El següent diagrama mostra les poblacions més properes.